# Sak yant

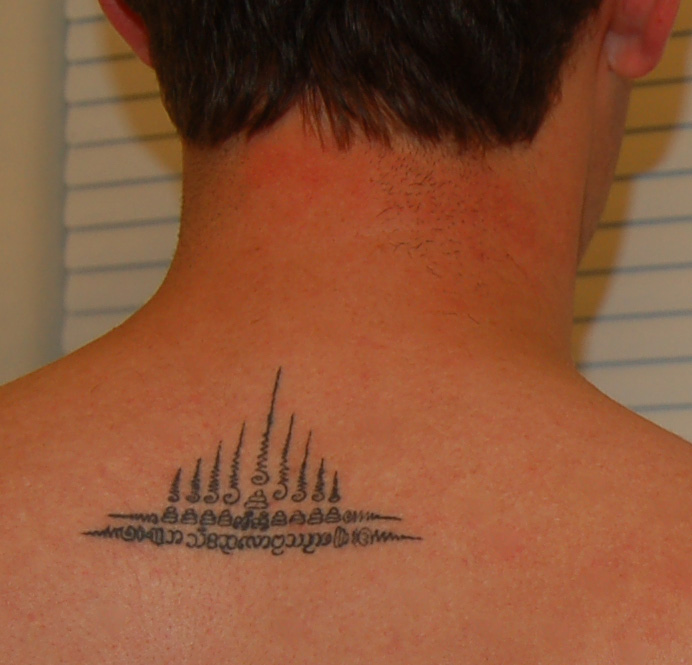
Uma simples tatuagem sak yant nove torres (kau yot)

Sak yant (em tailandês: สัก ยันต์; em Khmer: សាក់ យ័ ន្ត), é um tipo de tatuagem desenvolvida em países do Sudoeste Asiático, designadamente no Camboja, Laos e Tailândia. Esta pratica começou a crescer em popularidade entre budistas oriundos da China, em Singapura. Sak significa literalmente "bater [tatuagem]" e Yank é um termo tailandês do sânscrito Yantra.
As Sak yant são normalmente tatuadas por wicha (mágico), praticantes e monges budistas, tradicionalmente com uma vara longa de bambu com uma ponta afiada, chamada de sak mai ou, alternativamente, com uma longa ponta metálica chamada de sak khem.